# Publications égyptologiques
Principales publications égyptologigues :

## A
- Ægyptiaca Leodiensia
- (de) Ägypten und Altes Testament (ÄAT), publié par Zaphon, Münster
- Annales du service des antiquités de l'Égypte (numéros 1 à 80)
- Antiguo Oriente, publié par Centro de Estudios de Historia del Antiguo Oriente (CEHAO), Buenos Aires, Argentine,  (ISSN 1667-9202)

## B
- (en) British Museum Studies in Ancient Egypt and Sudan, édité par le British Museum
- Bulletin de l'Institut français d'archéologie orientale
- Bulletin de la société française d'égyptologie

## C
- Chronique d'Égypte

## D
- Description de l’Égypte

## E
- Égypte nilotique et méditerranéenne
- Égypte, Afrique et Orient
- Études isiaques

## G
- (de) Göttinger Miszellen (sous-titre Beiträge zur ägyptologischen Diskussion),  (ISSN 0344-385X)
- Grammaire égyptienne

## J
- Journal of Ancient Civilizations (JAC), publié deux fois par an par l'Institute for the History of Ancient Civilizations (IHAC) de la Northeast Normal University à Changchun, en Chine
- (en) Journal of Egyptian Archaeology,  (ISSN 0307-5133), en ligne  (ISSN 2514-0582)
- Journal of Egyptian History

## L
- (de) Leipziger Ägyptologische Studien (en abrégé LÄS ou LÄSt), publié entre 1935 et 1939par la maison d'édition Augustin de Glückstadt
- (de) Lexikon der ägyptischen Götter und Götterbezeichnungen (LGG), Peeters Publishers, Louvain
- (de) Lexikon der Ägyptologie (LÄ), publié de 1975 à 1992

## M
- (de) Münchner Ägyptologische Studien (MÄS), publié par l'Institut d'égyptologie et de coptologie de l'université de Munich.

## O
- Œdipus Ægyptiacus, par Athanasius Kircher

## P
- Pharaon magazine (anciennement Toutankhamon magazine)
- Prosopographia Ptolemaica, université de Louvain

## R
- Recueil des Travaux relatifs à la philologie et à l'archéologie égyptiennes et assyriennes
- Revue d'égyptologie
- Revue égyptologique

## S
- (de) Studien zur Altägyptischen Kultur (SAK),  (ISSN 0340-2215)

## W
- (en) Who was who in Egyptology
- (de) Wörterbuch der ägyptischen Sprache, par Adolf Erman et Hermann Grapow

## Z
- Zeitschrift für Ägyptische Sprache und Altertumskunde (ZÄS),  (ISSN 0044-216X)